# Skyhawks - Pattuglia volante
Skyhawks - Pattuglia volante (indicata durante il cartone come Falchi spaziali o I falchi del cielo) è una serie animata trasmessa negli USA dal 1969 al 1971 in 17 episodi, sponsorizzata dalla Mattel, prodotta dalla Pantomime Pictures Production e distribuita dalla CBS Production.
Ogni episodio da circa 24 minuti, comprende due storie. In Italia è stata trasmessa dalle televisioni locali nel 1981.
Dal 31 marzo 2025 la serie viene riproposta su Supersix, per la prima volta con una sigla italiana, intitolata Skyhawks e cantata dalla Superband.

## Trama
Skyhawks - Pattuglia volante è una squadra di soccorso aereo composta dalla famiglia Wilson, con sede a San Marcos, nel sud della California. Il leader della squadra è il capitano Mike Wilson, figlio diciassettenne di un aviatore veterano, nel conflitto del '15-'18. Ha imparato a pilotare i velivoli durante la Seconda Guerra Mondiale, e nella quale ha raggiunto il grado di Colonnello. Mike è vedovo, ha due figli gemelli di nome Steve e Carolyn, mentre suo padre Pappy ha due figli adottivi: il quattordicenne Baron "Red" Hughes e sua sorella Cynthia, di nove anni. L'equipaggio comprende anche Maggie McNally (la fidanzata di Mike), e Joe Conway, il capo meccanico della Skyhawks. Durante le emergenze, la squadra esce dalla propria base per salvare dei voli charter in difficoltà, per soccorrere i piloti di elicotteri, per proteggere il trasporto aereo di merci, o eseguire missioni segrete per conto del governo statunitense. A San Marcos si trova anche la base del perfido Buck Devlin e della sua banda di piloti senza scrupoli, acerrimi nemici dei membri della pattuglia de "I falchi del cielo".

## Episodi
| N° It. | Titolo inglese                  | Titolo italiano            |
| ------ | ------------------------------- | -------------------------- |
| 1      | Hidden valley                   | La valle segreta           |
| 1      | Flight to danger (Big wet bird) | Verso il pericolo          |
| 2      | The search                      | La ricerca                 |
| 2      | Night flight                    | Volo notturno              |
| 3      | The snooper                     | Il ficcanaso               |
| 3      | The message                     | Il messaggio               |
| 4      | Silent flight                   | Volo silenzioso            |
| 4      | Mission to Avalanche Wells      | Missione a Avalanche Wells |
| 5      | Lobster pirates                 | Pirati d'aragoste          |
| 5      | The sniffers                    | Il segugio                 |
| 6      | Untamed wildcat                 | Pozzo pazzo                |
| 6      | Trouble times three             | Triplo guaio               |
| 7      | Circus train                    | Il treno del circo         |
| 7      | Animal airline                  | In volo con gli animali    |
| 8      | Bams away                       | Via i piantagrane          |
| 8      | Fire in the tree                | Fuoco sull'albero          |
| 9      | Hot wire on Storm Mountain      | Alta tensione              |
| 9      | The intruders                   | Gli intrusi                |
| 10     | The duster                      | Il polverizzatore          |
| 10     | Discover flying                 | La scoperta del volo       |
| 11     | Mercy flight                    | Volo di soccorso           |
| 11     | Barnstormer's circus            | Circo acrobatico           |
| 12     | Operation slingshot             | Operazione catapulta       |
| 12     | Devlin's dilemma                | Il dilemma di Delvin       |
| 13     | Runaway ride                    | Cavalcata selvaggia        |
| 13     | All at sea                      | Tutti in mare              |
| 14     | Vacation with danger            | Vacanza con pericolo       |
| 14     | Carrier pigeon                  | Il piccione viaggiatore    |
| 15     | The peril of the prince         | Una lezione reale          |
| 15     | Ground zero                     | Visibilità zero            |
| 16     | Quick frozen                    | Congelamento rapido        |
| 16     | Pappy to the rescue             | Papà in soccorso           |
| 17     | The radioactive lake            | Il lago radioattivo        |
| 17     | Dog fight                       | Il combattimento           |

## Doppiaggio
| Personaggio           | Doppiatore originale | Doppiatore italiano |
| --------------------- | -------------------- | ------------------- |
| Cap. Mike Wilson      | Michael Rye          |                     |
| Steve Wilson          | Casey Kasem          | Vittorio Guerrieri  |
| Caroline Wilson       | Iris Rainer          | Rita Baldini        |
| Pappy Wilson          | Dick Curtis          |                     |
| Baron "Red" Hughes    | Dick Curtis          | Fabrizio Manfredi   |
| Cynthia "Mugs" Hughes | Melinda Casey        | Antonella Baldini   |
| Maggie McNally        | Joan Gerber          |                     |
| Joe Conway            | Casey Kasem          |                     |
| Buck Devlin           | Bob Arbogast         |                     |